# Леокед
Леокед или Лакед (на старогръцки: Λεωκήδης, Leokedes) в гръцката митология е цар на Аргос през 8 век пр.н.е. Той е син на Фидон и го наледява след смъртта му на трона. Неговият син и наследник е Мелт.
Леокед е в списъка на кандидатите на Агариста, дъщерята на Клистен от Сикион.